# Олександрівка (Самарівський район)
Олекса́ндрівка — село в Україні, у Магдалинівській селищній громаді Самарівського району Дніпропетровської області. Населення за переписом 2001 року становить 381 особа.

## Географія
Село Олександрівка знаходиться на березі річки Кільчень, вище за течією на відстані 1,5 км розташоване село Запоріжжя, нижче за течією на відстані 3 км розташоване село Очеретувате. На відстані 2 км розташоване село Новоспаське. По селу протікає пересихаючий струмок з загатою. Поруч проходить автомобільна дорога Т 0410.

## Історія
Олександрівка заснована десь близько 1830 року. В історичній літературі та архівних документах ця назва не зустрічається. Село це кріпацьке. Останнім його паном був генерал Синельников Олександр (звідси і назва села - Олександрівка). Перші жителі були привезені з Полтавщини: Литвин Юрій, Завізіон Федір, Хоменко, Санжара. Перша хата була побудована на тому місці, де зараз садиба Хоменко Фійони . 
У 1918 році, у с. Олександрівці почала працювати школа, відкрили її у панській економії, вчителькою була жінка управляючого Ганна Гнатівна Шалерай. А до цього освіту здобували в с. Малоандріївці, де школу збудувало земство у 1912 р., а в Олександрівці наймали вчителями селян які були письменними. Вони і вчили грамоти. Це Васічка Леонтій Олексійович, Боженко Захарій, Позняков Кирило Прокопович. Перші комсомольці в Олександрівці - Ткаченко А.П., Лисенко І.К., Проценко Д.С., Садиленко С.О. Комсомольський осередок був у с. Очеретувате. Секретарі комсомольської організації - Дзіргун і Погрібняк. 
У 1929 році райвиконком та райком партії закупили у німців-колоністів 11 дворів з усім тяглом, інвентарем за 36 тис. карбованців, щоб створити на цій основі комуну. Комуну назвали «Комінтерн». До неї ввійшли 46 сімей з сіл Олександрівки, Малоандріївки, Корніївки. Виділили 386 га., обрано правління комуни. У 1933 році комуна «Комінтерн» була розформована і на її основі утворилися три самостійні державні господарства: артіль «Комінтерн», артіль «Дніпробуд» та артіль ім. Кірова. 
У 1950 році колгоспи «Комінтерн», «Пролетар», ім.. Куйбишева та «Зірка» об’єдналися в один колгосп «Комінтерн», очолив його Ткаченко А.П.
У 1959 році колективи господарств сіл Олександрівки, Очеретуваної та Казначеївки були об’єднані в артіль «Прогрес». Головував Самійленко Г.Н. Але таке об’єднання господарств себе не виправдало, і вже взимку 1961 року були відтворені артілі: «Прогрес» - Очеретувате, «Дружба» - Казначеївка та ім. Фрунзе – Олександрівка. Головою артілі ім. Фрунзе було обрано Троценка Олександра Олександровича, секретарем парторганізації - Кудлая Павла Федоровича.
Колгосп ім.. Фрунзе мав земельний фонд – 3568га, у тому числі орної землі3027га. Головним виробничим напрямком колгоспу було рільництво (озима пшениця, кукурудза) та молочне тваринництво. У 1966 році за трудові досягнення нагороджені орденами "Знак пошани" Варнавський Микола Панасович, комбайнер, Коніщук Єва Василівна, доярка, Шаповал Олександра Іванівна, ланкова.
У с. Олександрівці, в 1962 році, була відкрита середня, а в с. Малоандріївці та Запоріжжі – початкові школи. У 1967 році завершено будівництво приміщення школи на 320 місць. У 1960 році було побудовано лікарню на 25 ліжок, там працював один лікар з вищою освітою і 12 з середньою; була одна аптека, дитячий садок на 70 місць.
Тоді ж збудовано клуб, у цьому ж приміщенні розмістилась і контора колгоспу. На той час в селі була бібліотека на 5400 примірників та при школі бібліотека з фондом 2500 примірників. У 1969 р. зведено новий сільмаг, крім того, є ще магазин господарчих товарів, по одній лавці є в с. Малоандріївці та с. Запоріжжі.
До 2019 року було центром Олександрівської сільської рада.

## Населення

### Мова
Розподіл населення за рідною мовою за даними перепису 2001 року:
| Мова            | Кількість | Відсоток |
| --------------- | --------- | -------- |
| українська      | 347       | 91.08%   |
| російська       | 30        | 7.87%    |
| румунська       | 3         | 0.79%    |
| інші/не вказали | 1         | 0.26%    |
| Усього          | 381       | 100%     |